# Pivovar Unhošť

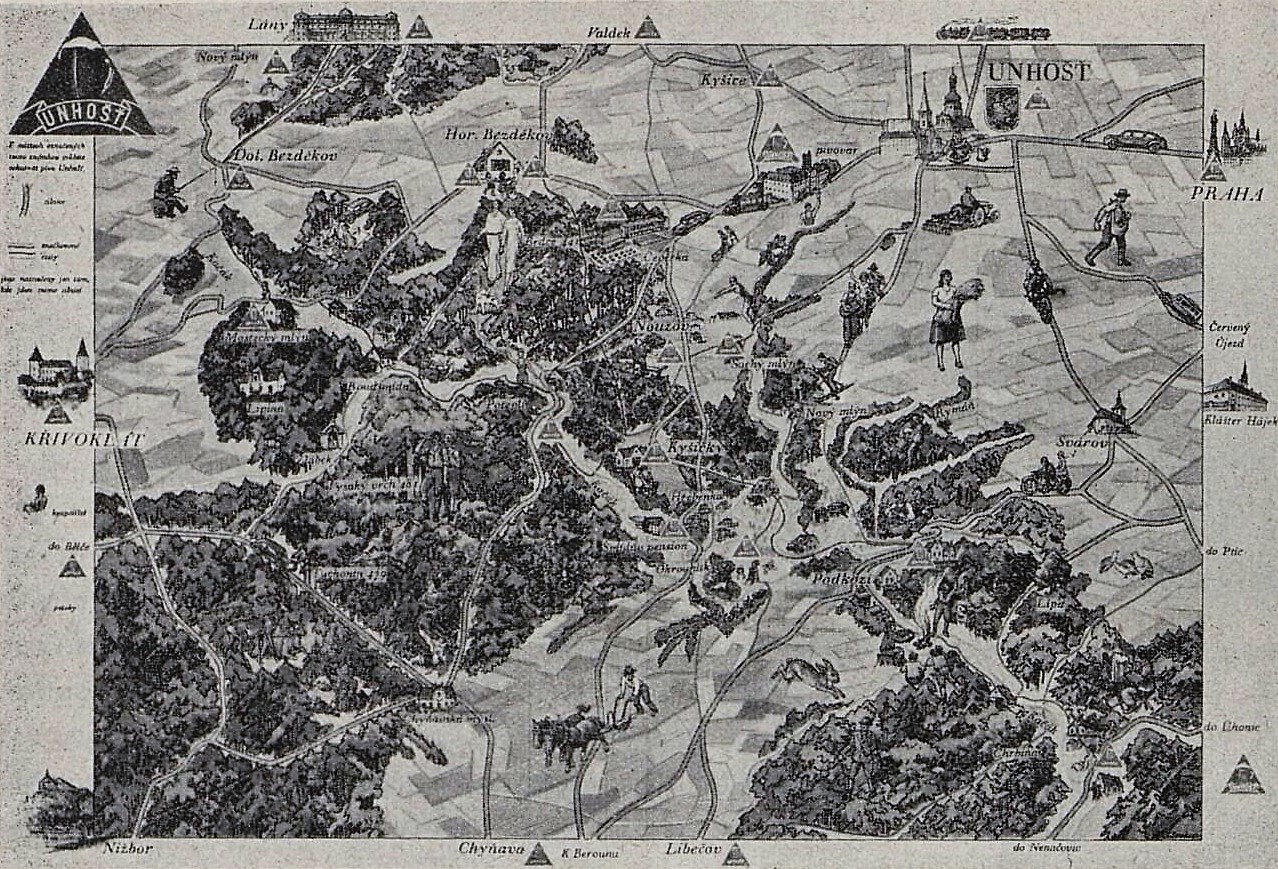
Pivovar v Unhošti (mapa vydaná majitelem pivovaru Fr. Urbanem, 1940)

Pivovar Unhošť je budova bývalého pivovaru na okraji města Unhošť, který svou činnost ukončil roku 1949 v důsledku znárodnění a centralizace výroby piva.

## Historie
První pivovar postavila v Unhošti svatovítská kapitula v roce 1569.
Roku 1876 postavil Emanuel Urban nový pivovar v Unhošti a připojil tak ke svému parostrojnímu mlýnu pivovarnickou činnost. Začátkem dvacátého století v tomto nově vzniklém pivovaru rozšířil varnu na cca sto padesát hektolitrů piva a v roce 1901 přistavěl budovu sladovny. Další generace majitelů pivovar spravovala do dvacátých let dvacátého století, v majetku širší rodiny zůstal pivovar až do roku 1948.
V době mezi světovými válkami konkuroval pivovar v Unhošti svou kapacitou a vybavením pivovarům v Křivoklátě a Krušovicích.[zdroj⁠?!] V době 2. světové války zastavily úřady pro nedostatek surovin v Unhošti výrobu piva.
Po válce se rodině podařilo provoz pivovaru znovu obnovit. Pivovar v dobách největší slávy vařil mj. 10° Medikament, 15° Athlet, 12° Světlý ležák a 12° Tmavý Granát; přičemž roční výstav dosahoval 23 000 hl. Pivovar byl zpětně ke dni 1.1.1948 znárodněn vyhláškou ministryně výživy ze dne 21.6.1949 o znárodnění některých průmyslových a jiných výrobních podniků a závodů v oboru potravinářském. V letech 1948–1949 byl podnik pod národní správou.
V únoru 1949 se v pivovaru v souvislosti s centralizací znárodněné výroby přestalo pivo vařit.
Pivovar pak necelých deset let sloužil jen jako stáčírna smíchovského Staropramene, poté jako sklad obilí a sídlo státního statku Unhošť. Technologické zařízení včetně v té době moderní varny bylo převezeno na Smíchov a rozkradeno.

## Novodobý stav
V roce 1997 byl zbytek majetku v rámci restitucí navrácen potomkům původních majitelů.  Pivo se v něm začalo vařit po 70 letech. Aktuálně v něm sídlí pivovar Many Worlds a Pivovar Unhošt.